# Соліхалл Мурс
ФК «Соліхалл Мурс» (англ. Solihull Moors Football Club) — англійський футбольний клуб з міста Соліхалл, заснований у 2007 році. Виступає в Національній лізі. Домашні матчі приймає на стадіоні «Демсон Парк», потужністю 4 313 глядачів.